# Selangorfloden

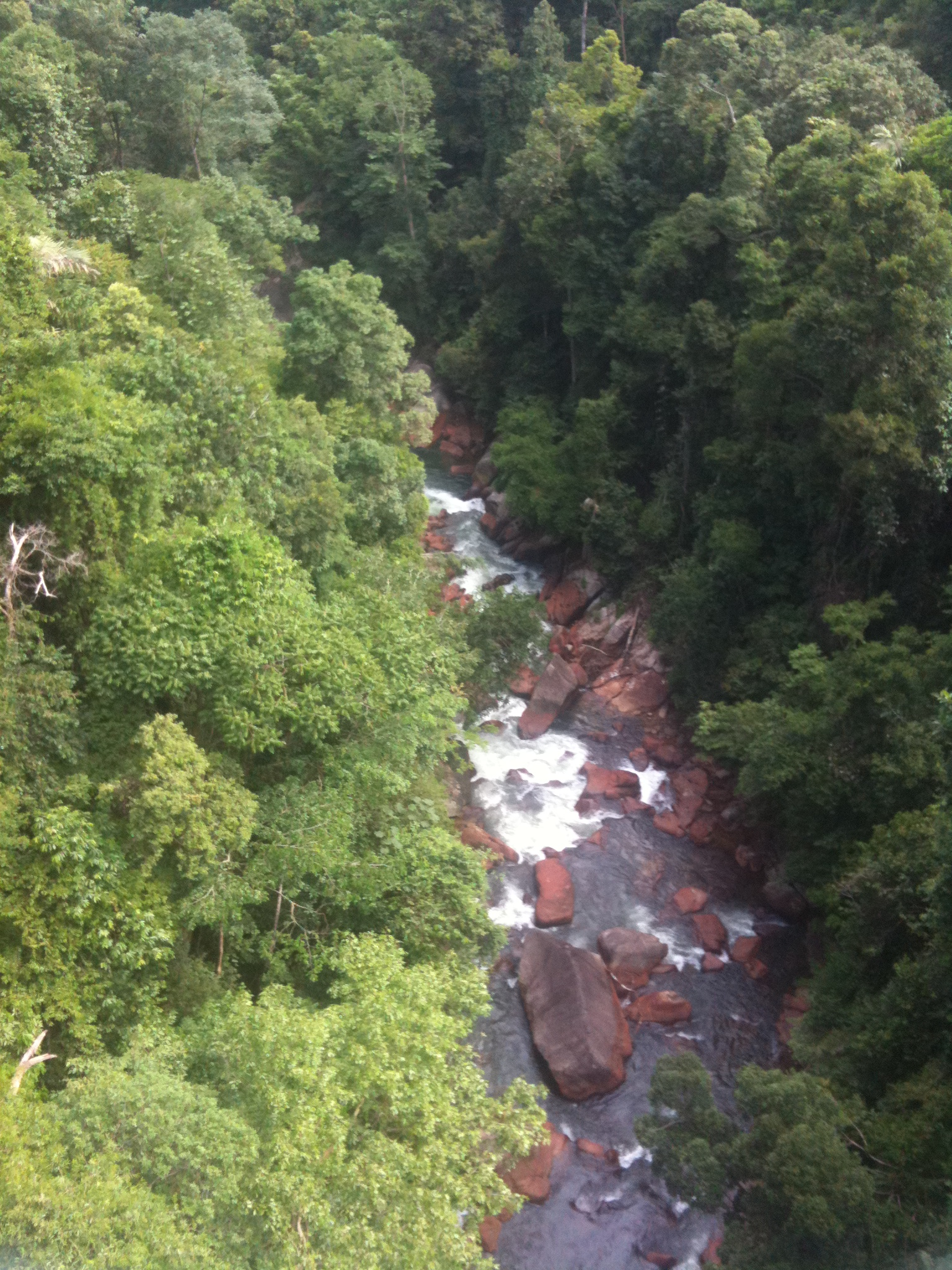
Selangorfloden

Selangorfloden är en av Selangors större floder i Malaysia. Den rinner från Kuala Kubu Bharu i öst till Kuala Selangor i väst.